# Lista cartierelor din Craiova
- 1 Mai
- Bariera Vâlcii
- Bordei
- Brazda lui Novac
- Brestei
- Centru
- Craiovița Nouă
- Craiovița Veche
- Dunării
- Fața Luncii
- Făcăi
- George Enescu
- Ghercești
- Hipodrom
- Izvorul Rece
- Lascăr Catargiu
- Lăpuș-Argeș
- Mofleni
- Nisipuri Dorobănția
- Piața Gării
- Plaiul Vulcănești
- Popoveni
- Romanești
- Rovine
- Sărari
- Severinului
- Siloz
- Ungureni
- Valea Roșie
- Veteranilor

## Legături externe
- Asociațiile de proprietari din cartierele Craiovei, primariacraiova.ro
- Cartografierea sociografică a comunităților de romi din România - Studiu de caz: Craiova Arhivat în 24 septembrie 2021, la Wayback Machine., 22 august 2016, socioromap.ro
- Așa trăiesc locuitorii din Craiovița Nouă, Romanești și Bordei, mahalale ale Craiovei, 24 mai 2004, Cristian Petru, jurnalul.ro